# Пі (літера)
Пі (велика Π, мала π) — шістнадцята літера грецької абетки, в системі грецьких чисел, має значення 80.
Найбільше в сучасному світі вживана як позначення математичної константи відношення довжини кола до його діаметра — число пі.